# Karel Wälzer
Karel Wälzer (Plzeň, Imperi Austrohongarès, 28 d'agost de 1888 - ?) va ser un jugador d'hoquei sobre gel txecoslovac que jugava de porter i va competir a començaments del segle xx.
El 1920, un cop superada la Primera Guerra Mundial, va prendre part en els Jocs Olímpics d'Anvers, on guanyà la medalla de bronze en la competició d' hoquei sobre gel.
Va disputar tres edicions del Campionat d'Europa d'hoquei sobre gel, el 1912 i 1914 representant Bohèmia guanyà la medalla d'or, però l'edició de 1912 fou anul·lada perquè hi va participar Àustria de manera irregular. El 1921, representant Txecoslovàquia, guanyà la medalla de plata.